# ミヤマシトド

ミヤマシトド （深山鵐、学名：Zonotrichia leucophrys） は、スズメ目ホオジロ科に分類される鳥類の一種である。

## 分布
アラスカ、カナダ、アメリカ北部と西部で繁殖し、冬季はアメリカ南西部からメキシコに渡り越冬する。アメリカ西部では周年生息する。
日本では迷鳥として、北海道、群馬県、千葉県、埼玉県、東京都、鹿児島県や日本海側の島嶼（飛島、舳倉島）で記録されている。

## 画像

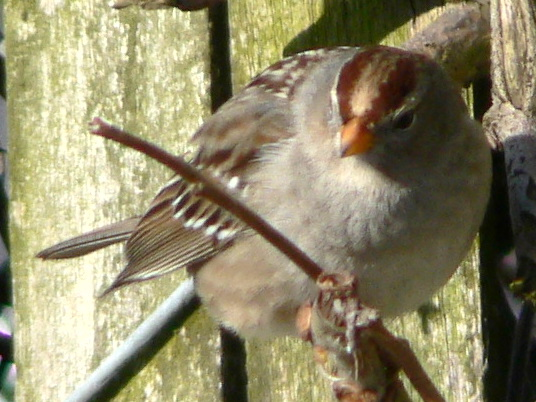

## 形態
体長約17cm。

## 保全状態評価
- LEAST CONCERN (IUCN Red List Ver. 3.1 (2001))